# Jan Mertens
Jan Mertens (Hoboken, 2 de març de 1904 - 21 de juny de 1964) és un ciclista belga que fou professional entre 1926 i 1931. La seva victòria més destacada fou el Tour de Flandes de 1928.

## Palmarès
- 1924
  - 1r a la Brussel·les-Luxemburg-Montdorf
- 1926
  - 1r a la Copa Sels
  - Vencedor d'una etapa al Critèrium dels Aiglons
- 1927
  - Vencedor d'una etapa a la Volta a Bèlgica
- 1928
  - 1r al Tour de Flandes
- 1929
  - 1r a Erembodegem-Terjoden

### Resultats al Tour de França
- 1926. 26è de la classificació general
- 1928. 4t de la classificació general
- 1930. 15è de la classificació general